# Dominic Maroh
Dominic Maroh (* 4. März 1987 in Nürtingen) ist ein ehemaliger slowenisch-deutscher Fußballspieler und heutiger -trainer. 

## Jugend
Maroh begann das Fußballspielen mit vier Jahren bei den Bambini des TSV Neckartailfingen als Stürmer. Nach neun Jahren verließ er seinen Heimatklub.

## Karriere

### Anfänge
2000 wechselte er zum SSV Reutlingen, bei dem er ab 2006 in der ersten Mannschaft in der Regionalliga Süd spielte, sich aber nicht als Stammspieler etablieren konnte.

### 1. FC Nürnberg
Im Sommer 2008 wechselte er zur zweiten Mannschaft des 1. FC Nürnberg, die gerade in die Regionalliga Süd aufgestiegen war, und wurde zu einer festen Größe in der Innenverteidigung. Am 26. Oktober saß er beim Spiel in Koblenz erstmals auf der Ersatzbank der ersten Mannschaft.
Seinen ersten Profieinsatz hatte er am 7. November in der 2. Bundesliga gegen den FSV Frankfurt. Nachdem es in der 55. Minute eine Rote Karte für Innenverteidiger José Gonçalves gegeben hatte, wurde Maroh für Stürmer Isaac Boakye eingewechselt. Daraufhin spielte er den Rest der Hinrunde durch, wobei ihm in seinem dritten Spiel, dem Frankenderby gegen die SpVgg Greuther Fürth, sein erstes Profitor gelang.
Auch nach der Winterpause blieb Maroh Stammkraft. Bis zum 31. Saisontag spielte er bis auf eine Auswechslung stets über die volle Zeit, dann zog er sich jedoch einen Gelenklippenabriss in der linken Schulter zu, weshalb er nach zwanzig Spielen erst einmal zu keinem Einsatz mehr kam. In dieser ersten Saison sah er als Innenverteidiger nicht eine Gelbe Karte. Vom Kicker-Sportmagazin wurde er nach der Saison zum viertbesten Innenverteidiger der Rückrunde gekürt, womit er nur einen Platz hinter seinem Vereinskollegen Javier Pinola landete.
Aufgrund der Schulterverletzung verpasste Maroh die meisten Testspiele der Saisonvorbereitung 2009/10. Sein Comeback gab er am 26. Juli 2009 im Saisoneröffnungsspiel gegen die Glasgow Rangers. Für die neue Spielzeit hatte er die Rückennummer 6 bekommen und war von Anfang an Stammspieler in der Bundesliga. Trotz einer soliden Hinrunde bekam der vom FC Bayern ausgeliehene Breno nach der Winterpause den Vorzug. Dieser fiel aber nach nur acht Einsätzen für den Rest der Saison aus und Maroh wurde wieder Stammspieler. Sein erstes Tor in der Bundesliga erzielte Maroh am 17. April 2010 im Auswärtsspiel gegen den SC Freiburg; zwar köpfte er zunächst ein Eigentor, er traf aber in der Partie auch noch das gegnerische Tor. Am Ende der Saison bestritt er noch zwei Relegationsspiele gegen den FC Augsburg, in denen der Klassenerhalt gelang.
In der Saison 2010/11 wuchs die Konkurrenz um die beiden Plätze in der Innenverteidigung durch den Neuzugang Per Nilsson. Anfangs erhielten Wolf und Nilsson den Vorzug und als sich schließlich in der zweiten Saisonhälfte auch noch Nachwuchsspieler Philipp Wollscheid in die Mannschaft drängte und mit Wolf ein sehr erfolgreiches Duo bildete, blieb für Maroh in dieser Saison nur die Rolle als Ergänzungsspieler (acht Einsätze). Zur Saison 2011/12 verließ Wolf den Verein, sein Platz ging aber an den Schweizer Neuzugang Timm Klose. Gegen Ende der Hinrunde erhielt jedoch wieder Maroh den Vorzug und stand bis zum 32. Spieltag immer in der Startelf. Danach kam wieder Per Nilsson zum Einsatz und es zeichnete sich ab, dass für die kommende Saison erneut nicht mit Maroh als Stammspieler geplant wurde. Er verließ den Klub am Ende der Saison 2011/12.

### 1. FC Köln
In der Sommerpause 2012 wechselte Maroh zum 1. FC Köln, bei dem er einen bis zum 30. Juni 2014 datierten Vertrag unterschrieb, der später bis Ende Juni 2015 verlängert wurde.
Am 6. Februar 2015 wurde der Kontrakt schließlich bis Sommer 2018 verlängert.
Am 7. November 2015, dem 12. Spieltag der Saison 2015/16 erzielte er beim 2:1-Erfolg im Rheinischen Derby gegen Bayer 04 Leverkusen beide Tore. 2018 wurde Marohs Vertrag in Köln nicht mehr verlängert.

### KFC Uerdingen 05
Am 19. September 2018 gab der Drittligist KFC Uerdingen die Verpflichtung von Maroh bekannt. Bei der 1:2-Niederlage gegen den FSV Zwickau gab er am 26. September 2018 sein Debüt für den KFC. Im Sommer 2021 beendete er seine Karriere.

## Nationalmannschaft
Am 11. Februar 2009 wurde Maroh in die slowenische Nationalmannschaft berufen, in dem Länderspiel aber nicht eingesetzt. Am 15. August 2012 debütierte er im Länderspiel gegen Rumänien in der slowenischen Fußballnationalmannschaft.

## Trainertätigkeit
Seit Sommer 2021 ist Maroh Co-Trainer der U16-Mannschaft des VfB Stuttgart.

## Erfolge
- Bundesliga-Aufstieg 2008/09 mit dem 1. FC Nürnberg
- Bundesliga-Aufstieg 2013/14 mit dem 1. FC Köln